# 石川次郎 (漫画家)
石川 次郎（いしかわ じろう、1967年 - ）は、ガロ系の漫画家・イラストレーター。
根本敬の漫画に衝撃を受け、1987年に雑誌『ガロ』でデビュー。1989年には単行本『みぃんなじろうちゃん』（青林堂）を刊行。
1990年代に入ると鬱病が悪化して自殺未遂を繰り返すが、2007年に寛解。現在までに数百点にも及ぶアートブック、マンガ、グッズ類を自費出版し、積極的に活動中。2016年には雑誌『キッチュ』で商業漫画誌に復帰した。

## 主な作品
- みぃんなじろうちゃん
- GIRO
- スナックまぼろし
- キキカイカイ チワワどうふ
- チワワにぶちこめ!!
- テクナート広告漫画